# Moisés Salazar
Moisés Salazar es un jugador de fútbol playa mexicano. 

## Participaciones en Copas del Mundo de Playa
| Mundial                                | Sede   | Resultado  | Partidos | Goles |
| -------------------------------------- | ------ | ---------- | -------- | ----- |
| Copa Mundial de Fútbol Playa FIFA 2007 | Brasil | Subcampeón | 4        | 1     |